# Équation hypsométrique
L’équation hypsométrique est une équation en météorologie et océanographie qui repose sur l'équation hydrostatique pour : déterminer la différence de géopotentiel entre deux niveaux de pression {\displaystyle p_{1}} et {\displaystyle p_{2}}, réduire la pression observée à celle d'une autre altitude et étalonner un baromètre anéroïde. 

## Équation
L'équation hypsométrique est définie comme,:
{\displaystyle h=z_{2}-z_{1}={\frac {R\cdot {\bar {T}}}{g}}\cdot \ln \left({\frac {p_{1}}{p_{2}}}\right)}
où :
{\displaystyle h} = épaisseur de la couche (m) ;
{\displaystyle z} = hauteurs des pressions p1 et p2 (m) ;
{\displaystyle R} = constante universelle des gaz parfaits pour l'air sec ;
{\displaystyle {\bar {T}}} = température moyenne de la couche (K) ;
{\displaystyle g} = accélération normale de la pesanteur terrestre (m/s2) ;
{\displaystyle p} = pression atmosphérique (Pa).